# جوش جورج
جوش جورج (بالإنجليزية: Josh George)‏ هو منافس ألعاب قوى أمريكي، ولد في 18 مارس 1984 في فيرفاكس في الولايات المتحدة.

## روابط خارجية
- جوش جورج على موقع Paralympic.org (الإنجليزية)
- جوش جورج على موقع اللجنة الأولمبية والبارالمبية الأمريكية (الإنجليزية)